# Pizzo Mellàsc'
Il Pizzo Mellàsc', alto 2.465 m s.l.m., è un monte delle Alpi Orobie, situato tra la Val Varrone e la Val Gerola, più precisamente sulla cresta che unisce il Pizzo dei Tre Signori e il Monte Rotondo.